# Йоханнесен, Кай Лео
Кай-Лео Хольм Йоханнесен (фар. Kaj Leo Holm Johannesen; 28 августа 1964, Торсхавн) — 12-й премьер-министр Фарерских островов. Находился в должности с 26 сентября 2008 года по 15 сентября 2015 года.
Был председателем Союзной партии Фарерских островов «Самбандсфлоккурин» (с 2004 по 2015 год). Занимался футболом, был игроком сборной Фарерских островов. Также вёл частный бизнес — торговля рыбопродукцией.

## Спортивная карьера
| Молодёжные клубы     | Молодёжные клубы  | Молодёжные клубы |
| -------------------- | ----------------- | ---------------- |
|                      | Торсхавн          |                  |
| Клубная карьера      |                   |                  |
| 1984—2004            | Торсхавн          | 299 (-?)         |
| Национальная сборная |                   |                  |
| 1991—1992            | Фарерские острова | 4 (-9)           |

Один из известных фарерских футболистов, много сезонов был основным игроком клуба «ХБ Торсхавн», в составе которого трижды становился чемпионом Фарер: 1988, 1990, 1998. Сыграл 299 матчей в национальной лиге Фарер. В 1991—1992 годах провёл за сборную Фарер 4 матча, в том числе в отборочных турнирах Евро-92 (второй раунд против будущих победителей турнира, сборной Дании) и чемпионата мира 1994 года (полные матчи против Бельгии и Кипра). Находясь в тени более известного широкому кругу болельщиков Йенса-Мартина Кнудсена, Йоханнесен восемнадцать матчей фарерской сборной провёл на скамейке в роли незадействованного запасного голкипера, в том числе, в состоявшейся 12 сентября 1990 года памятной многим игре отборочного турнира Евро-92, когда дебютировавшие в международных турнирах фарерцы преподнесли большой сюрприз, обыграв сборную Австрии со счётом 1:0. Также он выиграл в 1989 году футбольных турнир Островных игр.

## Политическая карьера
Кай-Лео Йоханнесен стал первым в истории человеком, игравшим за футбольную сборную, который впоследствии возглавил правительство. При этом Фарерские острова политически не являются полностью суверенным государством, при том, что они обладают исключительно широкой автономией в составе Датского королевства. Возглавляемая Йоханнесеном Союзная партия как раз выступает против провозглашения Фарерами государственной независимости, о чём на расположенном в Северной Атлантике архипелаге с населением 48 тысяч человек ещё со времени окончания второй мировой войны ведётся активная политическая борьба.
В мировой истории дважды бывали случаи, когда бывшие игроки национальных футбольных сборных были близки к тому, чтобы стать политическими лидерами своих стран. В 1980 году Альберт Гудмундссон проиграл президентские выборы в Исландии Вигдис Финнбогадоттир, а в 2005 году Джордж Веа в упорной борьбе уступил на аналогичных выборах в Либерии Элен Джонсон-Серлиф. Причём, в обеих случаях речь шла о бывших нападающих итальянского «Милана» и самых первых женщинах-президентах, соотвестственно, в Европе и Африке.
На состоявшихся 29 октября 2011 парламентских выборах, Кай-Лео Йоханнесен получил 1979 голосов избирателей, что является наивысшим личным результатом в истории, достигнутым каким-либо кандидатом в парламент Фарерских островов.
В 2015 году, однако, Йоханнесена сменил на посту премьер-министра его однофамилец, лидер социал-демократов Аксель Йоханнесен, также бывший футболист (тем самым Фарерские острова стали первой страной в мире, которую возглавляют два футболиста подряд). При этом он побил и рекорд предшественника по числу голосов избирателей, набрав на очередных выборах 2405 голосов.

## Личная жизнь
Женат, трое сыновей.